# Złoże mineralne

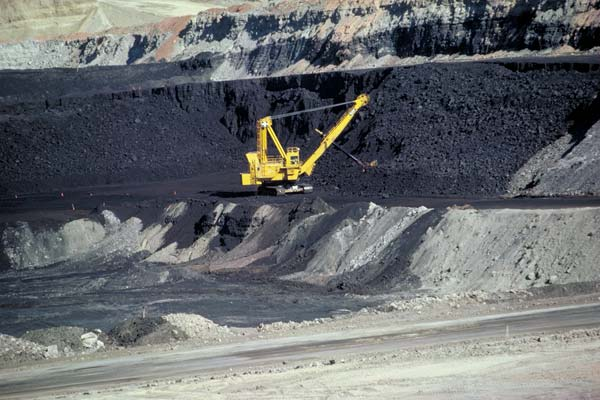
Złoże węgla kamiennego

Złoże mineralne – naturalne nagromadzenie kopalin w obrębie skorupy ziemskiej, powstałe w wyniku różnorodnych procesów geologicznych. Istotny jest fakt, iż złoże występuje w takiej ilości i w takich warunkach ekonomicznych i geologicznych, że jego eksploatacja jest opłacalna (tym się różni złoże od zasobu).

## Klasyfikacja złóż
W ekonomii złoża dzieli się na bilansowe – takie, które opłaca się eksploatować i pozabilansowe – takie, których w obecnych warunkach eksploatować się nie opłaca, ale przypuszczalnie w najbliższej przyszłości ich wydobycie stanie się rentowne. Złożami pozabilansowymi są np. zasoby rud żelaza w okolicach Suwałk, nieeksploatowane z powodu znacznej głębokości ich zalegania oraz ze względów ekologicznych, między innymi po to, aby nie naruszać ekologicznej równowagi Wigierskiego Parku Narodowego.
Złoża można dzielić ze względu na ich gospodarcze znaczenie. Podział ten jest następujący:
- surowce energetyczne – ropa naftowa, węgiel kamienny i brunatny, torf, gaz ziemny, rudy uranu
- kruszce i rudy metali – hematyt, magnetyt, miedź, aluminium, mangan, nikiel, chrom, cynk i ołów, złoto, srebro, platyna, pallad
- kamienie szlachetne i półszlachetne – diamenty, beryl, granat, turmalin, turkus, agat, kryształ górski, itp.
- surowce budowlane – kruszywo naturalne: (żwiry, piaski) i sztuczne: bazalt, melafir, wapień, marmur, kamień ciosowy (granit, piaskowiec), kamień ozdobny (marmur, granit, piaskowiec), materiały wiążące (gips, anhydryt, wapienie i margle)
- surowce chemiczne – sól, fosforyty, siarka rodzima, saletra
- surowce szklarskie i ceramiczne – piaski kwarcowe, niektóre gliny i iły
- wody mineralne – szczawy, solanki, wody radoczynne

Co roku Państwowy Instytut Geologiczny publikuje Bilans zasobów kopalin, obejmujący wszystkie udokumentowane aktualnie złoża na terenie Polski.

### Podział genetyczny złóż
Istnieją dwa najważniejsze klasyfikacje złóż ze względu na sposób ich powstawania. Obydwie klasyfikacje przedstawiają tabele poniżej:
| Złoża endogeniczne | Złoża magmowe             | platyna, diamenty, rudy chromu, niklu i żelaza, a także wolfram, miedź, fluoryt                                      | Powstają wskutek stygnięcia i krystalizacji magmy bądź lawy                              |
| Złoża endogeniczne | Złoża metamorficzne       | grafit, azbest, koks naturalny, magnetyt, surowce skalne                                                             | Powstają wskutek procesów metamorfizmu                                                   |
| Złoża egzogeniczne | Złoża wietrzeniowe        | boksyty, kaolin, siarka                                                                                              | Powstają wskutek usunięcia skały płonnej i wzrostu zawartości składnika użytecznego      |
| Złoża egzogeniczne | Złoża osadowe właściwe    | węgiel, gaz ziemny, ropa naftowa, sól kamienna, sole potasowe, gips, anhydryt, rudy żelaza, fosforyty, skały osadowe | Powstają na skutek działalności organizmów żywych albo na skutek odparowywania roztworów |
| Złoża egzogeniczne | Złoża osadowe mechaniczne | diamenty, złoto rodzime, kasyteryt, korund, piaski, żwiry                                                            | Powstają dzięki selektywnemu transportowi i sedymentacji w środowisku wodnym             |

| magmogeniczne     | magmowe                                                 | Powstają wskutek zastygania magmy i krystalizacji minerałów                                                                 |
| magmogeniczne     | pomagmowe                                               | Powstają wskutek krystalizacji roztworów znajdujących się w magmach                                                         |
| magmogeniczne     | wulkanogeniczne                                         | Powstają wskutek wytrącania się minerałów z gazów wulkanicznych                                                             |
| hipergeniczne     | wietrzeniowe                                            | Powstają wskutek selekcji zwietrzelin przez siły grawitacyjne, wody i wiatry                                                |
| hipergeniczne     | osadowe (mechanogeniczne, chemogeniczne i ewaporacyjne) | Powstają wskutek sedymentacji osadów lub wytrącania się z roztworów                                                         |
| hipergeniczne     | biogeniczne                                             | Powstają wskutek przekształcania szczątków organicznych w skorupie ziemskiej pod wpływem procesów metamorfizmu              |
| metamorfogeniczne | metamorficzne                                           | Powstają wskutek przeobrażania minerałów i skał w głębi skorupy ziemskiej pod wpływem procesów metamorfizmu                 |
| metamorfogeniczne | zmetamorfizowane                                        | Powstają wskutek przeobrażania pod wpływem procesów metamorfizmu złóż uprzednio wykształconych (także złóż metamorficznych) |

## Formy złóż

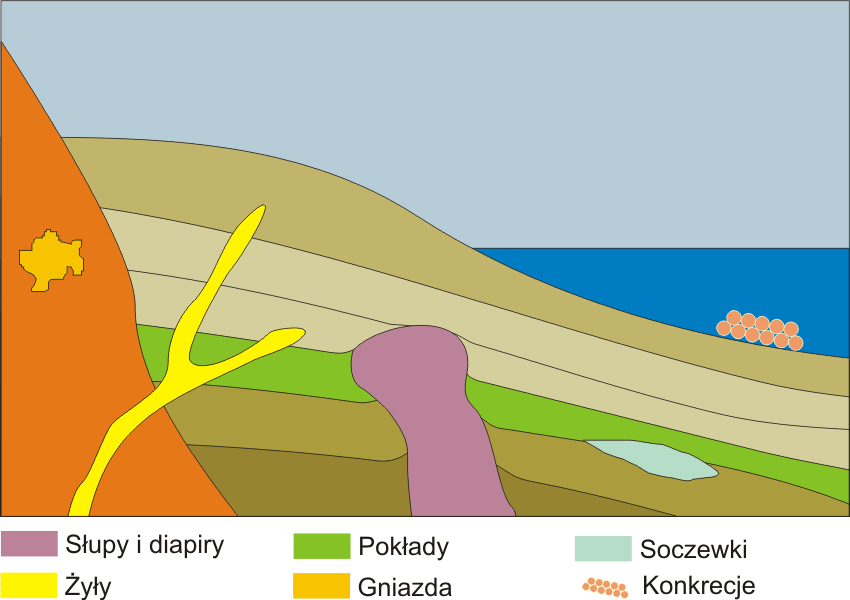
Schemat przedstawiający formy złóż

W zależności od formy, w jakiej dane złoże występuje pod lub na powierzchni litosfery, można wyróżnić:
- pokłady (np. węgiel kamienny, osadowe rudy miedzi, itp.)
- wysady (sól kamienna i gips)
- żyły
- gniazda
- soczewki
- konkrecje, sekrecje
- złoże okruchowe